# 徳島家庭裁判所
徳島家庭裁判所（とくしまかていさいばんしょ）は、徳島県徳島市にある日本の家庭裁判所の一つで、徳島県を管轄している。略称は、徳島家裁（とくしまかさい）。阿南、美馬に支部を、牟岐、池田（三好市）に出張所を置いている。
徳島家庭裁判所の本庁は徳島地方裁判所の本庁に、支部は徳島地方裁判所の支部に併設されている。また、本庁、支部、出張所のいずれにも簡易裁判所が併設されている。

## 所在地
- 本庁：徳島県徳島市徳島町一丁目5番地　北緯34度4分15.7秒 東経134度33分25.6秒 / 北緯34.071028度 東経134.557111度
JR高徳線, 徳島線, 鳴門線, 牟岐線 徳島駅下車 東南東徒歩10分
- 阿南支部：徳島県阿南市富岡町西池田口1番地1　北緯33度55分4秒 東経134度39分24秒 / 北緯33.91778度 東経134.65667度
JR牟岐線 阿南駅下車 南西徒歩10分
- 美馬支部：徳島県美馬市脇町大字脇町1229番地3　北緯34度4分14.3秒 東経134度8分49.1秒 / 北緯34.070639度 東経134.146972度
JR徳島線 穴吹駅から西村行きバス(美馬市営代替バス･一日4本)乗車脇町道の駅停留所下車(乗車時間7分程度) 徒歩10分
- 牟岐出張所:徳島県海部郡牟岐町大字中村字本村54-2　北緯33度40分11.4秒 東経134度25分10.1秒 / 北緯33.669833度 東経134.419472度
JR牟岐線 牟岐駅下車南東徒歩5分
- 池田出張所:徳島県三好市池田町マチ2494-7　北緯34度1分51秒 東経133度48分25.4秒 / 北緯34.03083度 東経133.807056度
JR土讃線 阿波池田駅下車北北東徒歩15分

## 管轄
- 本庁
  - 徳島市、小松島市、阿波市、名東郡佐那河内村、勝浦郡勝浦町、上勝町、名西郡石井町、神山町、板野郡北島町、藍住町、板野町、上板町、松茂町、鳴門市、吉野川市
- 阿南支部
  - 阿南市、那賀郡那賀町
- 牟岐出張所
  - 海部郡牟岐町、海陽町、美波町
- 美馬支部
  - 美馬市、美馬郡つるぎ町
- 池田出張所
  - 三好市、三好郡東みよし町

※ただし、各支部の合議事件、阿南支部の少年事件は本庁でそれぞれ取り扱う。

※牟岐、池田の各出張所は、家事審判法で定める家庭に関する事件の審判及び調停のみ扱い、その他の事務は当該支部が扱う。

## 歴代所長
徳島家庭裁判所の所長は徳島地方裁判所の所長を兼任している。徳島地方裁判所#歴代所長を参照。